# Macromya ciniscula
Macromya ciniscula är en tvåvingeart som beskrevs av Henry J. Reinhard 1968. Macromya ciniscula ingår i släktet Macromya och familjen parasitflugor. Inga underarter finns listade i Catalogue of Life.